# Akikan!
Akikan! (dal giapponese: アキカン!, "Lattina Vuota!") è una serie di light novel giapponesi che racconta di un gruppo di lattine di soda antropomorfe che si battono tra di loro. È stata creata da Riku Ranjō, con illustrazioni di Hiro Suzuhira, nota per la sua arte in Shuffle!. Il primo romanzo è stato pubblicato il 24 maggio 2007, e fino al 24 aprile 2009, sono stati pubblicati otto volumi da Shueisha sotto l'etichetta Super Dash Bunko. Un adattamento manga è iniziato la serializzazione su Ultra Jump il 18 ottobre 2008, mentre un adattamento anime ha iniziato a essere trasmesso il 3 gennaio 2009. Il 22 dicembre 2008, è stato rilasciato in anticipo il primo episodio in streaming su internet tramite Bandai Channel. Il giorno della messa in onda dell'episodio finale, il 28 marzo 2009, è seguito un OVA di Akikan! il 23 ottobre 2009. Durante l'Anime Weekend Atlanta 2011, Sentai Filmworks ha annunciato di aver acquisito i diritti della serie TV e dell'OVA, che sono stati rilasciati nel 2012.      

## Storia
Akikan è l'improbabile storia del ragazzo delle scuole superiori Kakeru Daichi, la cui lattina di soda al melone si trasforma magicamente in una ragazza umana. Iniziano a comparire altre ragazze "akikan", ognuna delle quali deve essere infusa con anidride carbonica proveniente dal proprio tipo di bevanda per sopravvivere. Gli akikan sono stati creati come parte dell'"Akikan Elect" per determinare se le lattine di acciaio o le lattine di alluminio siano superiori. Gli akikan devono combattere tra di loro fino a quando non rimarrà in piedi solo il tipo più forte.

## Personaggi

### Proprietari
Kakeru Daichi (大地 カケル, Daichi Kakeru)
Doppiato da: Jun Fukuyama
Kakeru è uno studente di sedici anni alla Kyuugetsu Academy e ama fare battute oscene. Adora i succhi di frutta e ha trasformato la raccolta di lattine di succhi in un hobby. Un giorno, acquista una lattina di soda al melone che si trasforma in una ragazza, che si rivela essere un Akikan. Più tardi, viene invitato da Hidehiko Otoya a unirsi all'“Akikan Elect” e al “Progetto Intelligence Port”, ma rifiuta l'invito, odiando le risse (anche se poi è costretto a partecipare). Alla fine, decide di distruggere i progetti insieme ai suoi compagni. Un incidente durante i suoi anni di scuola media lo ha reso timoroso di ferire qualcuno. Successivamente, diventa anche il proprietario di Shiruko, un altro Akikan.
Najimi Tenkuji (天空寺 なじみ, Tenkūji Najimi)
Doppiato da: Aki Toyosaki
Najimi è la migliore amica d'infanzia e compagna di classe di Kakeru, il cui punto di forza è il suo "capello ad antenna" che cambia forma a seconda del suo umore. È l'erede del gruppo Tenkuuji e ha un sentimento romantico nei confronti di Kakeru. È gentile e spensierata, ma la sua strana immaginazione tende a farla entrare nel suo mondo. Diventa la proprietaria di Yell quando acquista una bevanda sportiva la notte del compleanno di Yurika Kochikaze. Ha una storia in cui Kakeru l'ha salvata da un rapimento. Si ubriaca facilmente con le bevande gassate e, sotto l'effetto dell'alcol, tenterà di spogliarsi.
Misaki Miyashita (宮下 美咲, Miyashita Misaki)
Doppiato da: Ryou Hirohashi
Misaki è una studentessa di seconda media che possiede Budoko. Era una ragazza timida, chiusa in se stessa, senza amici. Temendo che, un giorno, lei e i suoi amici si sarebbero odiati come i suoi genitori, non riusciva a farsi amici. Il suo hobby è disegnare e spesso usa terminologie otaku.

### Akikans
Melon (メロン, Meron)
Doppiato da: Sayaka Narita
Una Akikan in acciaio che proviene dalla soda al melone, di proprietà di Kakeru. È competitiva e testarda, motivo per cui litigava spesso con Kakeru. Anche se gli piace il suo padrone, non riesce a esprimere bene i suoi sentimenti e finisce per dire il contrario di ciò che vuole dire. Le piace guardare le partite di baseball, anche quelle in televisione di mezzanotte, pur non sapendo come si gioca. In generale, odia gli Akikan di alluminio e litiga sempre con Yell. Usa la magia basata sul biossido di carbonio nelle battaglie.
Yell (エール, Ēru)
Doppiato da: Mamiko Noto
Un Akikan di alluminio che proviene da una bevanda sportiva, di proprietà di Najimi. Di solito è calma e composta, ma diventa furiosa quando qualcuno insulta il suo padrone, arrivando a tentare di uccidere Kakeru quando lo offende (senza volerlo). Ha una vista acuta, che la rende sensibile agli oggetti in movimento, provocandole il desiderio di giocare con essi. In vari aspetti, è molto simile a un gatto. I suoi capelli, simili a una coda, si muovono quando vede oggetti in movimento. Ama gli animali e ha una tartaruga di nome "Kame". Usa la "spada isotonica" come sua magia, che può tagliare qualsiasi cosa fatta di materia organica.
Budoko (ぶど子)
Doppiato da: Aoi Yūki
Un Akikan di alluminio che proviene dal succo d'uva. È piccola ma determinata e parla in modo divertente. È stata uccisa una volta da Melon durante la battaglia dell'“Akikan Elect”, ma successivamente è stata resuscitata come RG:A (questo non accade nell'anime, poiché Kakeru fa sì che Melon sbagli). Ama guardare le stelle insieme alla sua padrona, Misaki Miyashita.
Shiruko (しるこ)
Un Akikan in acciaio che proviene da una zuppa dolce di fagioli rossi. Ha l'aspetto di una studentessa di quinta elementare. È molto timida e si spaventa facilmente dai rumori forti, ma è una ragazza di cuore che si preoccupa per gli altri. A differenza di Melon e Yell, non ama il freddo e preferisce temperature calde. Ama fare il bagno caldo e mangiare dolcetti di riso con fagioli rossi. Indossa il pigiama a forma di topo quando dorme. Non appare nell'anime.
Mai (舞)
Un Akikan di alluminio che proviene da una lattina di succo di verdura di proprietà di Toudou. Inizialmente sembrava un Akikan egoista, che non si preoccupava del suo padrone, ma più tardi si scopre che è un Akikan affettuoso, che pensa sempre a ciò che è meglio per il suo padrone. Parla in modo mascolino. Le sue magie sono il "Gevetarians" che evoca verdure e il "Mixed Vegetable" per colpire con i pugni.
Miku (未来, Miku)
Doppiato da: Megumi Nakajima
Un Akikan in acciaio proveniente da un succo misto che appare nell'anime. La sua lattina è stata "ragazzata" da un gatto (lo stesso gatto che si trova spesso sul tetto della casa di Daichi e Melon), che è subito scappato. Questo ha causato in lei un odio verso gli Akikan, sia di alluminio che in acciaio, con i loro padroni, e ha iniziato ad assorbire i loro poteri, chiamandosi "L'Akikan più forte". La sua principale magia è il "Rainbow Splash Mixer", e ha anche la capacità di creare cloni degli Akikan che ha catturato, chiamati Zeros. Poiché non le è stato dato un nome, Kakeru le dà il nome 'Miku', un nome che le piace ma che non ammette. Daichi le ha proposto di diventare il suo padrone, qualcosa che lei ha considerato fino a quando Otoya non le ha mostrato una foto del suo vero padrone, facendola scappare per trovarlo. Alla fine della serie, è amica del cast principale e continua a cercare il suo padrone.

### Altri
Yurika Kochikaze (東風 揺花, Kochikaze Yurika)
Doppiato da: Aiko Ōkubo
Compagna di classe di Kakeru e Najimi, che afferma di essere la "fidanzata" di Najimi. Ha sempre litigato con Kakeru e Yell, che considera rivali per Najimi. È anche una strega autoproclamata e spesso usa carte (che, visti da dietro, sembrano carte dei tarocchi, ma sono normali carte da poker) per lanciare su Kakeru. In alcune situazioni, mostra poteri misteriosi. Il suo compleanno è il 31 ottobre, il che potrebbe essere la ragione per cui si considera una strega. Il suo soprannome è Yuriri.
Goro Amaji (甘字 五郎, Amaji Gorō)
Doppiato da: Nobuhiko Okamoto
Compagno di classe e amico di Kakeru. È soprannominato "Gigolo" da Kakeru, ma è tutt'altro che un uomo di successo con le donne. Viene spesso dimenticato dai suoi amici a causa della sua mancanza di esistenza. Ha anche una cotta per Yurika Kochikaze, ma non riesce mai a dirglielo o viene ignorato. Tuttavia, è una persona affidabile nei momenti di bisogno, sempre pronto ad aiutare il suo amico. Vive insieme alle sue tre sorelle, tutte condividendo lo stesso letto a castello.
Hidehiko Otoya (男屋 秀彦, Otoya Hidehiko)
Doppiato da: Ryōtarō Okiayu
Un funzionario governativo del Dipartimento dell'Economia. È il fondatore dell'“Akikan Elect” e del “Progetto Intelligence Port”, anche se non è chiaro il motivo. Otoya è gay e piuttosto lascivo; è particolarmente attratto dai cosiddetti "bei ragazzi", e arriva anche a fingere di essere il medico scolastico per stare vicino a loro. Fa continue avances sessuali nei confronti di Kakeru, che vengono sempre rifiutate nell'anime. Tuttavia, nell'OVA, aggredisce Kakeru due volte.
Airin Kizaki (木崎 愛鈴, Kizaki Airin)
Doppiato da: Megumi Toyoguchi
Segretaria di Otoya. La sua severità nasconde una natura timida e odia quando Otoya la chiama con il suo nome di battesimo. Successivamente diventa la professoressa della classe per tenere d'occhio i proprietari e gli Akikan. È anche uno dei pochi personaggi senza comportamenti o caratteristiche esagerate.